# Argavieso
Argavieso è un comune spagnolo di 123 abitanti situato nella comunità autonoma dell'Aragona.

Fa parte della comarca della Hoya de Huesca.